# Naßwiesen
Naßwiesen ist ein Gemeindeteil der Stadt Treuchtlingen im Landkreis Weißenburg-Gunzenhausen (Mittelfranken, Bayern). Der Ort liegt in der Gemarkung Grönhart.

## Lage
Die Einöde liegt umgeben von Feldern und Wiesen auf der Gemarkung von Grönhart, etwa 600 Meter nördlich des Ortes und 4,5 Kilometer von Treuchtlingen entfernt. Östlich angrenzend fließt der Lohgraben vorbei, ein Quellbach der Altmühl. Naßwiesen liegt direkt auf dem 49. Breitengrad. Über Gemeindestraßen ist Naßwiesen mit dem benachbarten Neuheim sowie mit Grönhart und Emetzheim verbunden.

## Geschichte
Am 1. Juli 1971 wurde Naßwiesen im Zuge der Gemeindegebietsreform zusammen mit den anderen Gemeindeteilen der aufgelösten Gemeinde Grönhart nach Treuchtlingen eingegliedert.